# حنبلی
حنبلی یکی از چهار مکتب اصلی فقهی اسلام است که به سنت اهل حدیث در درون اهل سنت تعلق دارد. این مکتب به نام و بر اساس تعالیم عالم، فقیه و محدث قرن نهم، احمد بن حنبل (ح. ۷۸۰–۸۵۵ میلادی) نام‌گذاری شده و بعدها توسط شاگردان او سازماندهی شد. کسی که به مکتب حنبلی گرایش دارد، حنبلی نامیده می‌شود. این مکتب به مکتب کلامی اثریه پایبند است و کوچک‌ترین از میان چهار مکتب اصلی اهل سنت است. دیگر مکاتب اصلی اهل سنت عبارتند از حنفی، مالکی و شافعی.
مانند دیگر مکاتب اهل سنت، این مکتب عمدتاً شریعت را از قرآن، حدیث و نظرات صحابه استخراج می‌کند. در مواردی که پاسخ واضحی در متون مقدس اسلام وجود ندارد، مکتب حنبلی «استحسان» یا عرف جامعه را به‌عنوان مبنایی مستقل برای استنباط حکم شرعی نمی‌پذیرد؛ روش‌هایی که مکاتب حنفی و مالکی آن‌ها را قبول دارند. حنبلی‌ها اکثراً در شبه‌جزیره عربستان هستند. اقلیت‌های حنبلی در عراق، سوریه، مصر و در میان بدوی‌های اردن نیز یافت می‌شوند.
با ظهور جنبش محافظه‌کارانه وهابیت در قرن هجدهم، مکتب حنبلی دچار بازسازی عظیمی شد. بنیان‌گذار جنبش وهابیت، محمد بن عبدالوهاب، با خاندان سعود همکاری کرد تا تعالیم حنبلی را با تفسیر وهابی در سراسر جهان گسترش دهد. با این حال، شرق‌شناس بریتانیایی مایکل کوک معتقد است که باورهای خود احمد بن حنبل «نقش واقعی در تأسیس اصول مرکزی وهابیت نداشته‌اند» و علی‌رغم سنت مشترک، «مراجع حنبلی قدیم نگرانی‌های کلامی بسیار متفاوتی نسبت به وهابی‌ها داشتند».

## اصول
مذهب حنبلی بر پنج اصل استوار است:
- کتاب‌الله (قرآن)
- سنت رسول‌الله (محمد)
- فتوای صحابه پیامبر اسلام
- قول برخی از صحابه که موافق با کتاب باشد
- تمام احادیث مرسل و ضعیف

از مواردی که حنابله (حنبلی‌ها) به آن اهمیت زیاد می‌دهند امر به معروف و نهی از منکر است.

## فقه و اصول حنبل
فقه او از ویژگی‌های ذیل برخوردار است:
- فتواهای احمدبن حنبل به احادیث و اخبار و آثار سلف مستند بود. او براساس قول پیامبر و داوری‌های وی و همچنین فتواهای صحابه - در مواردی که از نظر مخالفی اطلاع نیابد - فتوا می‌داد و آنچه را هم در آن اختلاف کرده بودند می‌آورد.

او گفته‌های تابعین یا دیگران را که به آگاهی داشتن از روایات و آثار مشهور بودند بر فتوای خویش ارجحیت می‌داد.
- او از فرضها دوری می‌گزید و تنها دربارهٔ آنچه عملاً رخ داده‌است فتوا می‌داد. چرا که از نظر او فتوا و رأی چیزی است که تنها در صورت ضرورت باید به سراغ آن رفت.
- این که او در درجه نخست به اخبار و روایات استناد داشت سبب نشد فقه او محدود یا از زندگی عملی مردم دور شود، چون مذهب او بیش از هر مذهب دیگری در امر تعاقد و معاملات و تعهداتی که هر یک از طرفین بر عهده دارند آزادی و سعه قائل است.

او در مذهب خود دو اصل را مبنا گرفته و پذیرفته‌است:
1. اصل اولیه در عبادات بطلان است مگر آن که دلیلی بر صحت آمده باشد.
2. اصل اولیه در معاملات و عقود صحت است مگر آن که دلیلی بر تحریم و بطلان رسیده باشد.

بنابراین اساس شیوه احمد ابن حنبل احترام نهادن و ملتزم شدن به هر شرطی است که طرف‌های معامله بنهند مگر آن که از سوی شارع دلیلی بر حرمت آن شرط برسد.

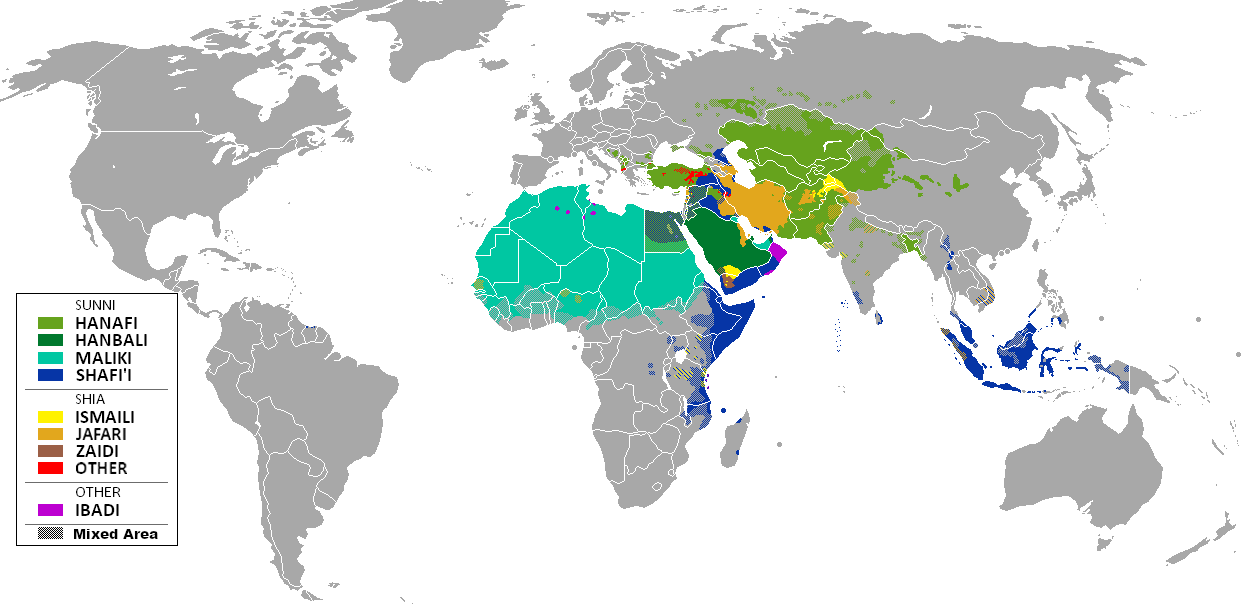
اکثریت مسلمانان عربستان سعودی، و قطر پیرو مذهب حنبلی هستند، اما در امارات از پیرو مذهب مالکی می‌باشند.

- او در جایی که به نصی یا اثری پذیرفته شده دست نمی‌یافت براساس مصلحت فتوا می‌داد. او هر حکمی را که برای هدف هست به وسیله‌های آن، و هر حکمی را که برای نتیجه هست به مقدمه‌های آن می‌داد و به این مسئله آن اندازه دامنه و گسترش داد که در فقه پیش از او سابقه نداشت. او برخلاف شافعی که در باب معاملات و عقود دیدگاهی ظاهری دارد و آن‌ها را تنها به همان عبارتهایی که حاکی از آنهاست تفسیر می‌کند و به انگیزه‌ها و اهداف آن‌ها نمی‌نگرد، تنها به ظواهر و صورت مادی این پدیدارها نمی‌نگریست و براساس انگیزه‌ها و اهداف و نتایجی که برای این عقود و معاملات هست دربارهٔ آن‌ها حکم می‌کرد.